# Gravitcornutia
Gravitcornutia es un género de polillas de la tribu Cochylini.

## Especies
- Gravitcornutia aethesiana
- Gravitcornutia altoperuviana
- Gravitcornutia artificiosa
- Gravitcornutia basiceramea
- Gravitcornutia bertioga
- Gravitcornutia camacae
- Gravitcornutia caracae
- Gravitcornutia cearae
- Gravitcornutia cinnamomea
- Gravitcornutia constricta
- Gravitcornutia cornuta
- Gravitcornutia curiosa
- Gravitcornutia cuspis
- Gravitcornutia goianica
- Gravitcornutia inapulana
- Gravitcornutia latiloba
- Gravitcornutia major
- Gravitcornutia minima
- Gravitcornutia miserana
- Gravitcornutia nasifera
- Gravitcornutia nigribasana
- Gravitcornutia ochrata
- Gravitcornutia recta
- Gravitcornutia rhomboidea
- Gravitcornutia sodalicia
- Gravitcornutia sterigmaspis
- Gravitcornutia strigulata
- Gravitcornutia trespolitana
- Gravitcornutia tristis
- Gravitcornutia umbrosa
- Gravitcornutia zonata